# A10 (Kasachstan)
Die A10 ist eine Fernstraße in Kasachstan im Osten des Landes. Die Straße ist eine Nord-Süd-Route von Öskemen bis zur Grenze zu Russland.

## Straßenbeschreibung
Die A10 beginnt in der großen Stadt Öskemen im Osten von Kasachstan, in Russisch als Ust-Kamenogorsk bekannt. Die Route verläuft von Norden durch flache landwirtschaftlich genutzte Fläche, die in diesem Bereich relativ dicht besiedelt ist. Es gibt eine Reihe von Dörfern in der Umgebung. Im Osten liegen die Ausläufer des Altai-Gebirges, im Westen sind landwirtschaftliche Flächen und der Fluss Irtysch. Die letzte Stadt vor der Grenze mit Russland ist die kleine Stadt Schemonaicha. Nach der russischen Grenze führt die A10 als R370 weiter nach Zmeinogorsk und Barnaul.

## Geschichte
Die A10 wurde im Jahr 2011 umnummeriert und ist die letzte einer Reihe von Abzweigen der A3 zwischen Almaty und Öskemen. Die Strecke ist traditionell nicht sehr wichtig, aber sie ist das Bindeglied zwischen den größeren Städten Öskemen und Barnaul. Es ist die östlichste Straße zwischen Kasachstan und Russland.

## Großstädte an der Autobahn
- Öskemen
- Sekisovka
- Schemonaicha